# أندرو بوبي
أندرو بوبي (بالإنجليزية: Andrew Poppy)‏ هو ملحن بريطاني، ولد في 29 مايو 1954 في كنت في المملكة المتحدة.

## وصلات خارجية
- أندرو بوبي على موقع IMDb (الإنجليزية)
- أندرو بوبي على موقع ميوزك برينز (الإنجليزية)
- أندرو بوبي على موقع ديسكوغز (الإنجليزية)
- أندرو بوبي على موقع قاعدة بيانات الفيلم (الإنجليزية)